# 대한민국의 아 카펠라 음악 그룹 목록
다음은 대한민국의 아 카펠라 음악 그룹 목록이다.
한국에서는 1990년대 초반부터 아카펠라 그룹들이 생겨나기 시작했고, 더 솔리스츠(The Solists), 인공위성(人工爲聲), 보이쳐(Voiture), 메이트리(Maytree), 다이아(D.I.A.), 제니스(Zenith) 등이 있다.

## 1990년대 결성한 아카펠라 그룹
- 더 솔리스츠(The Solists)
- 인공위성(人工爲聲)
- 보이쳐(Voiture)
- 메이트리(Maytree)

## 2000년대 결성한 아카펠라 그룹
- 다이아(D.I.A.)
- 아카시아(Acacia)
- 원더풀(Onethefull)
- 제니스(Zenith)
- 엑시트(Exit)
- 두왑사운즈 (Dooowop Sounds)
- 보이스윙 (Voicewing)